# طلوع ماه از ساحل
طلوع ماه از ساحل (انگلیسی: Moonrise by the Sea) یک نقاشی رنگ روغن روی بوم از کاسپار داوید فریدریش است که در سال ۱۸۲۲ منظره‌ای عاشقانه از دریا را به تصویر می‌کشد. این نقاشی سه نفر را نشان می‌دهد که در حال تماشای طلوع ماه بر فراز دریا هستند و کشتی‌های بادبانی در دوردست دیده می شوند. به سفارش یواخیم هاینریش ویلهلم واگنر، قبل از نوامبر ۱۸۲۲ تکمیل شد و اکنون توسط نگارخانه ملی کهن در برلین نگهداری می‌شود.